# Ты не один (фильм, 1978)
«Ты не один», также используется название «Ты не одинок» (дат. «Du er ikke alene», англ. «You Are Not Alone») — фильм 1978 года датского режиссёра Лассе Нилсена, история дружбы и любви двух подростков.

## Сюжет
Действие фильма происходит в датской школе-интернате для мальчиков в конце семидесятых годов. В центре сюжета — конфликт между консервативным директором школы и группой подростков, придерживающихся либеральных взглядов. Ученика по имени Оле решили исключить из школы за размещение на стене комнаты фотографий порнографического содержания, но мальчики объединяются, чтобы не допустить этого. Между двумя учениками по имени Бо и Ким (сын директора школы) складываются если не интимные, то уж точно не похожие на обычную дружбу отношения, которые в фильме показаны довольно невинно и как нечто вполне естественное. Мальчики не скрывают своей взаимной привязанности от других подростков, которые, в свою очередь, считают её нормальной. На вечере для родителей ученики должны были продемонстрировать фильм о самих себе на тему божьей заповеди «Возлюби ближнего своего». И этот их маленький фильм начинается с объятий и длительного поцелуя Бо и Кима.

## В ролях
- Андерс Агенсё — Бо
- Петер Бьерг — Ким
- Уве Спроге — отец Кима, директор школы
- Элин Реймер — мать Кима
- Оле Мейер  — Оле

## Интересные факты
- Актёра на роль Бо нашли быстро. Труднее было подобрать исполнителя роли Кима. Провели кинопробы более 100 мальчиков, но все они не подошли: или выглядели не так, как хотел режиссёр, или у них отсутствовали актёрские данные. Один из сценаристов Бент Петерсен предложил 12-летнего сына своего приятеля. Когда мальчик пришёл на студию, сразу стало ясно, что это как раз то, что нужно.[2]
- После выхода фильма в Дании, цензоры классифицировали его как «не рекомендованный для просмотра детям в возрасте до 12 лет» на том основании, что дети до 12-ти лет плохо воспримут гомосексуальные сцены. Но несколько лет спустя это ограничение было официально снято.[2]

## Реакция
Хотя фильм не был запрещён, и его показывали на фестивалях в Италии, Германии и Голландии, всё же он мало демонстрировался за пределами Скандинавии.
Режиссёр Лассе Нилсен о своей картине:

За 31 год с момента создания фильма я получил много писем, особенно от юношей и девушек, которые говорили мне, что мой фильм для них очень много значил и, что после просмотра «Ты не один», их личная самооценка повысилась. С того времени выходили датские фильмы на тематику гомосексуальности, но в целом гей-отношения в них изображались трагичными и несчастными. Часто один из героев погибал. В любом случае, фильмов со счастливым концом было не много.Оригинальный текст (англ.)In these 31 years since making the film, I’ve had many letters – especially from young boys and girls – telling me how much the movie meant to them – how much better they felt about themselves after seeing the film.  Since that time, there have been a number of Danish films dealing with homosexuality, but generally the gay relationship is somehow troubled and unhappy.  Often one of the partners dies.  In any case, there are few “happy endings!”